# Nellie McClung
Nellie Letitia McClung (nacida Helen Letitia Mooney; 20 de octubre de 1873 – 1 de septiembre de 1951) fue una política, autora, feminista y activista social canadiense. Formó parte de los movimientos de reforma moral y social prevalentes en la costa oeste de Canadá a comienzo del siglo XX. En 1927, McClung y otras cuatro mujeres, Henrietta Muir Edwards, Emily Murphy, Louise McKinney e Irene Parlby, conocidas popularmente como las "Cinco Famosas" (también llamadas "Las cinco valientes"), llevaron a los tribunales el que pasó a ser conocido como el "Caso Personas" (en inglés: Persons Case). Durante el litigio, defendieron que las mujeres podían ser "personas cualificadas" y, por consiguiente, elegibles para ocupar un asiento en el Senado de Canadá. La Corte Suprema de Canadá dictaminó que la ley en vigor no las reconocía como tales. Sin embargo, McClung y sus compañeras ganaron el caso al presentar una apelación ante el Comité Judicial del Consejo Privado, el último recurso por entonces en el país. 

## Biografía

### Primeros años y carrera política
Nellie McClung Mooney nació en la localidad de Chatsworth, provincia de Ontario, en 1873, siendo la hija más joven de John Mooney, un granjero metodista irlandés, y de Letitia McCurdy, oriunda de Escocia. La granja de su padre sufrió los estragos de la crisis y la familia se trasladó a Manitoba en 1880. McClug solo recibió seis años de educación formal y no aprendió a leer hasta que cumplió los 10. Más tarde se mudó junto a su familia a una finca en las inmediaciones del río Souris en la provincia de Manitoba.
Entre 1904 y 1915, Nellie McClung, su marido Wesley (un farmacéutico) y sus cinco hijos vivieron en Winnipeg, Manitoba. En esa ciudad, entre 1911 y 1915, Nellie McClung hizo campaña a favor del sufragio femenino. En las elecciones provinciales de Manitoba de 1914 y 1915, apoyó al Partido Liberal, el único que defendía el derecho a voto de la mujer. Jugó un papel importante en la exitosa campaña de los liberales en 1914, haciendo uso de su gran oratoria y de su sentido del humor.  Nellie McClung parodió al entonces gobernador de Manitoba, Sir Rodmond Roblin, en un parlamento ficticio de mujeres en Winnipeg, organizado por el Club de Prensa de las Mujeres de Canadá en 1914. Su representación dejó en evidencia el sinsentido de aquellos que se oponían a darle voto a las mujeres. McClung y sus colegas celebraron la derrota del gobierno de Roblin en agosto de 1915, pero se mudó a Edmonton, Alberta, poco antes de que Manitoba se convirtiera en la primera provincia canadiense en aprobar el sufragio femenino el 28 de enero de 1916. En Edmonton, continuó su carrera como oradora, autora y reformadora. En 1921 fue elegida diputada por el Partido Liberal ante la Asamblea Legislativa de Alberta. En 1923 se trasladaría a Calgary, Alberta, y allí se dedicaría a escribir, llegando a ser una prolífica escritora.

### Residencia
La casa de McClung en Calgary, Alberta, donde vivió desde 1923 hasta mediados de los años 1930, todavía se conserva y se la considera patrimonio histórico. Otras dos casas en las que vivió McClung han sido trasladadas al Museo Archibald, cerca de La Rivière, Manitoba, en el municipio rural de Pembina, donde han sido restauradas. Las casas se encuentran abiertas de cara al público. La residencia de la familia en Winnipeg también es un sitio histórico. McClung dijo una vez "¿Por qué los lápices vienen equipados con gomas de borrar si no es para corregir errores?" cuando defendió al derecho al divorcio igualitario, del que fue defensora durante toda su vida.

### Activismo

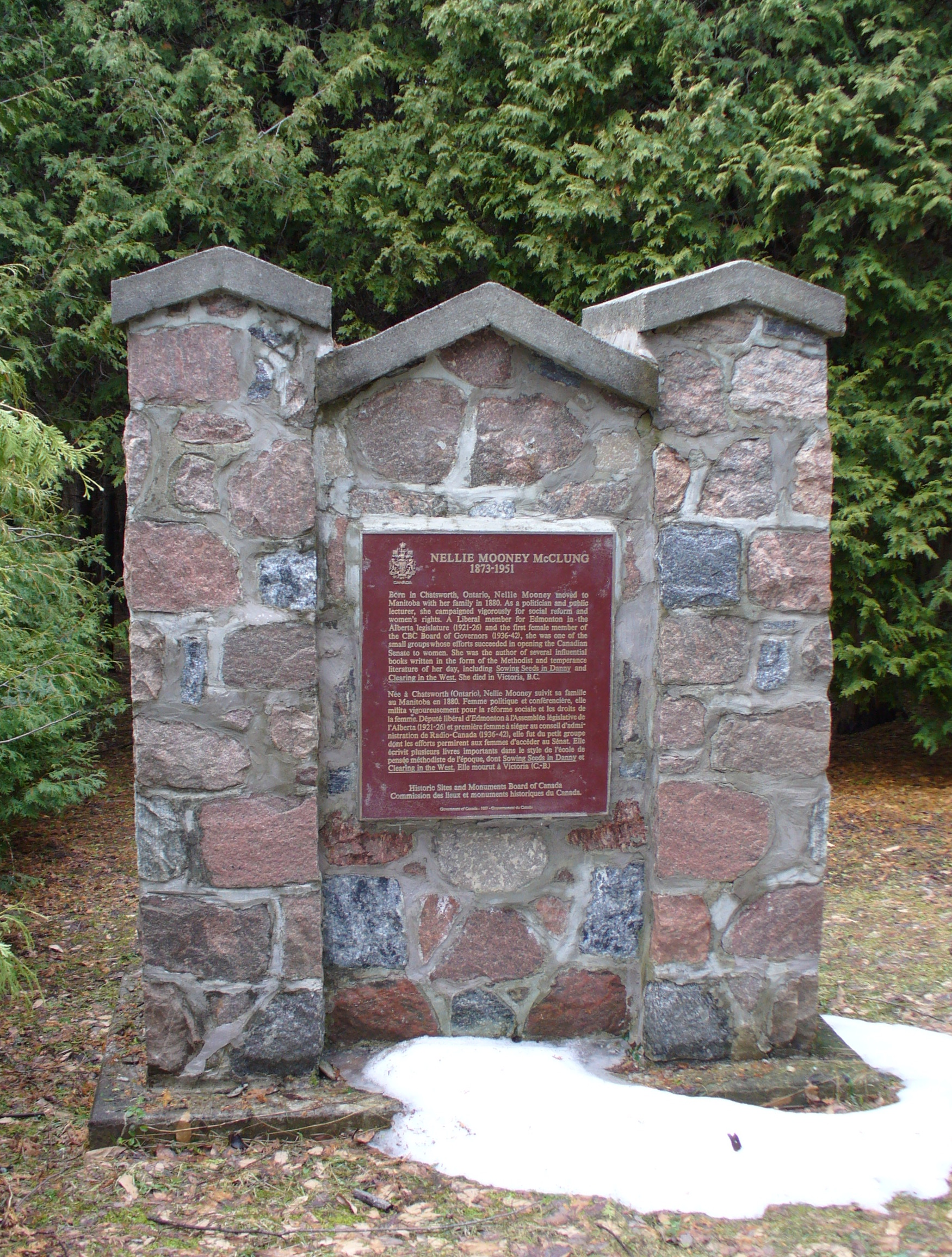
Placa conmemorativa de Nellie McClung, ubicada al sur de Chatsworth, Ontario.

Sus grandes causas fueron el sufragio femenino y el movimiento por la Templanza. Entendió que la Primera Guerra Mundial había sido determinante en la redefinición de la mujer y su derecho a votar, debido, en mayor parte, a que la escasez de mano de obra masculina había creado más oportunidades de empleo para las mujeres, rompiendo así con la imagen de la mujer frágil y doméstica que no tenía cabida en la sociedad canadiense en virtud de las circunstancias. Fue en gran medida gracias a sus esfuerzos que Manitoba se convirtió en 1916 en la primera provincia del país en garantizar el voto femenino y el derecho aparejado a presentarse a cargos públicos. Después de mudarse a Edmonton, continuó luchando a favor del voto para las mujeres. Consiguió que los niños en edad escolar tuvieran un seguro médico y dental, y que las mujeres pudieran heredar propiedades y tuvieran prestaciones por baja de maternidad, además de seguridad en la empresa y otras reformas. McClung era seguidora de la filosofía social conocida como eugenesia e hizo campaña a favor de la esterlización de aquellos a los que consideraba "ingenuos". Su promoción de los beneficios de la esterilización contribuyó a la aprobación de una ley de trasfondo eugenista en Alberta.
McClung era activa en varias organizaciones. Fue la fundadora de la Liga por la Igualdad Política de Winnipeg y de los Institutos Federados de Mujeres de Canadá—"el movimiento educativo más grande de Canadá"—y del Instituto de Mujeres de Edmonton, del cual fue su primera presidenta. También era activa en la Asociación de Autores de Canadá, en el Club de Prensa de Mujeres de Canadá, en la Iglesia Metodista de Canadá, y en el Club Literario de Mujeres de Calgary, entre otros.
Publicó su primera novela Sowing Seeds in Danny en 1908. Fue número uno en ventas a nivel nacional, y fue seguida por varios relatos breves y artículos en diversas revistas canadienses y estadounidenses. Fue representante del Partido Liberal en la Asamblea Legislativa de Alberta desde 1921 hasta 1926. Como miembro de la oposición, su oportunidad para promover el sufragio femenino fue muy limitada, debido a que las mujeres no eran tenidas en cuenta.
Fue una de "Las cinco famosas" (también conocidas como las Cinco valientes), junto a Irene Parlby, Henrietta Muir Edwards, Emily Murphy y Louise McKinney. Las cinco presentaron una demanda, en 1927, para clarificar el significado de la palabra "personas" en la sección 24 de la Constitución de 1867. Dicha sección había servido para excluir a las mujeres de ocupar cualquier cargo público. Su demanda tuvo éxito, facilitando la participación de las mujeres en la vida política canadiense.

## Legado
En 1954 el gobierno de Canadá nombró a Nellie McClung "personaje de relevancia histórica nacional". Una placa conmemorativa en su memoria se encuentra situada en el lado oeste de la carretera 6, 1 km al sur de la carretera 40, en Chatsworth, Ontario. Además, el célebre "Caso Personas" fue reconocido como acontecimiento de relevancia histórica nacional en 1997.
Entre otros honores, en octubre de 2009, el Senado votó a favor de nombrar a Nellie McClung y al resto de las "Cinco famosas" senadoras honorarias.

## Bibliografía

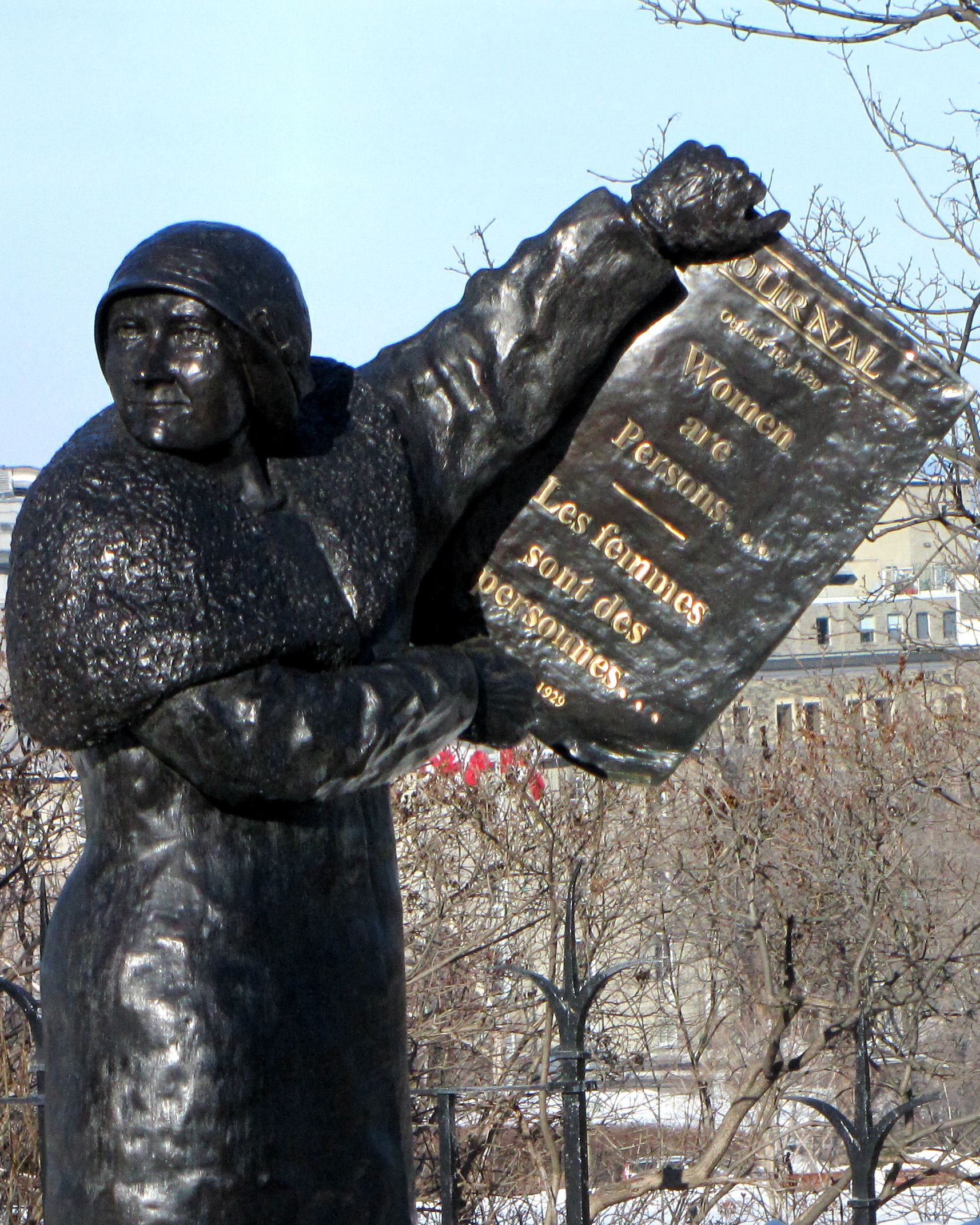
Estatua de las "Cinco famosas", edificio del parlamento en Ottawa.

### Ficción
- Sowing Seeds in Danny. Toronto: William Briggs. 1908.
- The Second Chance. Nueva York: Doubleday, Page & Co. 1910.
- The Black Creek Stopping House: And Other Stories. Toronto: William Briggs. 1912.
- Purple Springs. Boston y Nueva York: Houghton Mifflin. 1922.
- When Christmas Crossed The Peace. Toronto: Thomas Allen. 1923.
- Painted Fires. Toronto: Thomas Allen. 1925. - Painted Fires. Early Canadian Literature series (en inglés) (reimpresa edición). Waterloo, Ontario: Wilfred Laurier University Press. 2014.
- All We Like Sheep. Toronto: Thomas Allen. 1926.
- Be Good to Yourself: A Book of Short Stories (en inglés). Toronto: Thomas Allen. 1930.
- Flowers for the Living (en inglés). Toronto: Thomas Allen. 1931.

### No ficción
- In Times Like These (en inglés). Toronto: McLeod & Allen. 1915.
- The Next of Kin. Houghton Mifflin. 1917. - The Next of Kin en Google Libros
- Three Times and Out: A Canadian Boy's Experience in Germany. Boston y Nueva York: Houghton Mifflin. 1918.
- Clearing in the West: My Own Story. Toronto: Thomas Allen. 1935.
- Leaves from Lantern Lane (en inglés). Toronto: Thomas Allen. 1936.
- More Leaves from Lantern Lane (en inglés). Toronto: Thomas Allen. 1937.
- Before They Call ... (panfleto) (en inglés). Board of Home Missions, United Church of Canada. 1937.
- The Stream Runs Fast (en inglés). Toronto: Thomas Allen. 1945.